# Bayerische Franziskanerprovinz

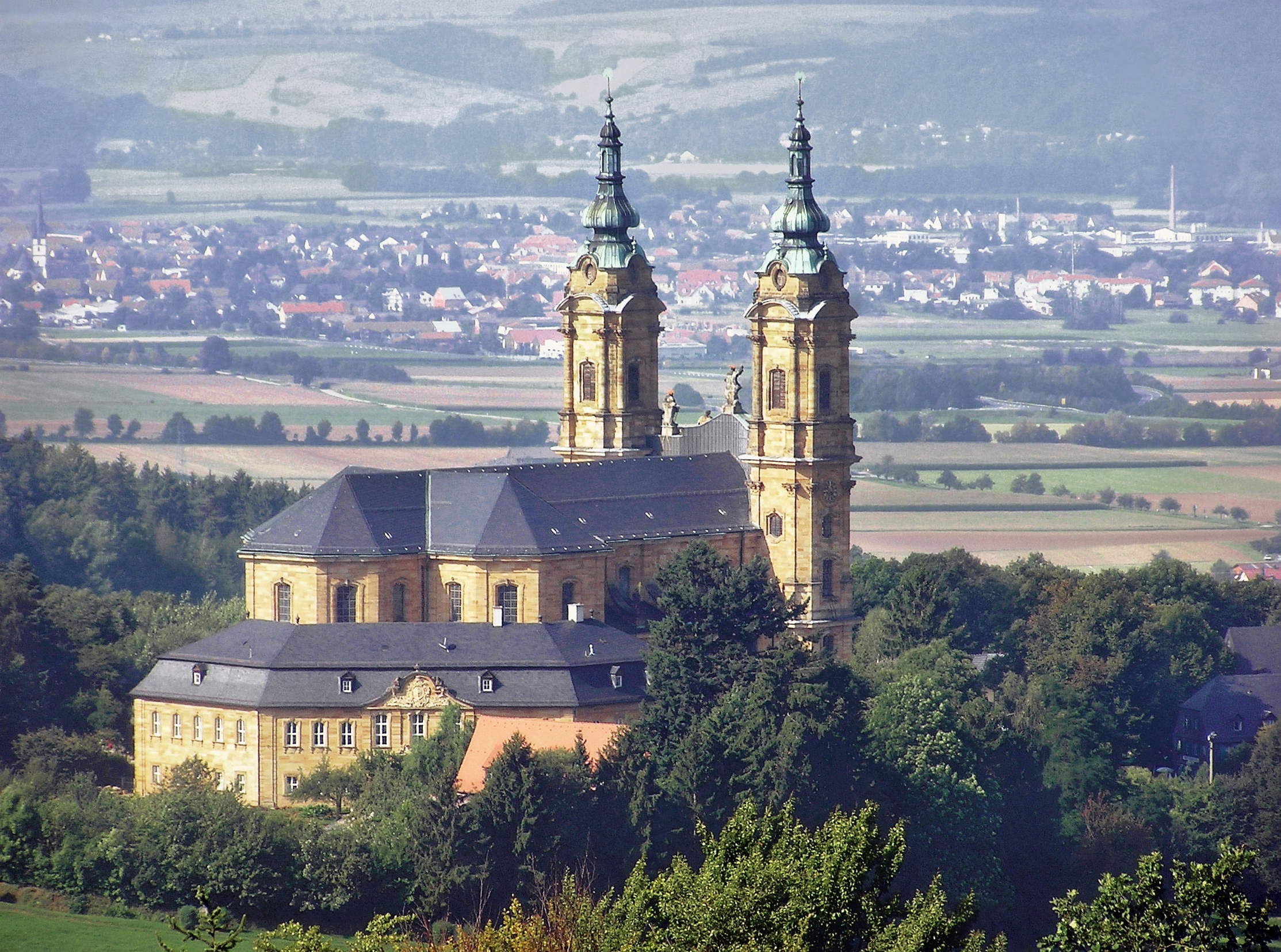
Kloster und Wallfahrtskirche Vierzehnheiligen

Die Bayerische Franziskanerprovinz vom heiligen Antonius von Padua (Bavaria) war eine Ordensprovinz der Franziskaner. Sie entstand 1625 durch Ausgliederung von sieben bayerischen Konventen aus der Straßburger Ordensprovinz, die sich der neu entstandenen Reformbewegung der Reformaten angeschlossen hatten. Die bayerische Provinz schloss sich mit den anderen deutschen Ordensprovinzen 2010 zur Deutschen Franziskanerprovinz von der hl. Elisabeth zusammen.

## Geschichte

### Kustodie der Straßburger Provinz (bis 1625)
Nach einem ersten erfolglosen Versuch im Jahr 1217 gelang es den Brüdern des 1209 von Franz von Assisi gegründeten und 1210 von Papst Innozenz III. bestätigten Franziskanerordens ab 1221, in Deutschland Fuß zu fassen. In diesem Jahr entstand in Augsburg die erste deutsche Niederlassung, es folgten Würzburg und Regensburg. Weil sich die franziskanische Bewegung auch in Deutschland mit erstaunlicher Schnelligkeit entfaltete, wurde die 1221 gegründete Ordensprovinz Teutonia bereits 1230 in eine rheinische (Provincia Rheni) und eine sächsische Provinz (Provincia Saxonia) geteilt. Eine weitere Neuumschreibung der deutschen Provinzen erbrachte nach 1239 die Teilung der rheinischen in die oberdeutsche Provincia Argentina (Straßburg) und die niederdeutsche Provincia Colonia.
Wegen des schnellen Wachstums wurde die Straßburger Provinz bald in „Kustodien“ genannten Verwaltungsbezirken organisiert, darunter eine „bayerische Kustodie“. Im Gebiet des heutigen Bayerns wurden neben Augsburg, Würzburg und Regensburg in den 1220er-Jahren bereits Niederlassungen gegründet in Bamberg, Nürnberg, Lindau und München, bis 1350 entstanden die Klöster in Nördlingen, Coburg, Ingolstadt, Landshut, Rothenburg ob der Tauber, Hof, Amberg, Tölz und Cham.
Die Franziskaner in Bayern standen von Anfang an in der Gunst des Adelsgeschlechts der Wittelsbacher. Herzog Ludwig der Strenge hatte die Minderbrüder nach Ingolstadt und Landshut gerufen; 1284 konnten sie ihre Niederlassung in München vom Anger in einen neuen Konvent in der Nachbarschaft der herzoglichen Residenz im Alten Hof verlegen. Im 14. Jahrhundert erhielt die Nähe der Franziskaner zu Herzog Ludwig dem Bayern politische Bedeutung und Brisanz. Einerseits lag Ludwig der Bayer im Streit mit dem in Avignon residierenden Papst Johannes XXII., da dieser ihm nach der Königswahl von 1314 und der Schlacht bei Mühldorf die Anerkennung als römisch-deutscher König versagte und ihn 1324 exkommunizierte. Andererseits stand der Franziskanerorden im Armutsstreit mit dem Papst, der das strenge Armutsideal der Franziskaner ablehnte und als häretisch erklärte. Der Ordensgeneral Michael von Cesena und sein theologischer Berater Wilhelm von Ockham mussten 1328 vor dem Papst aus Avignon fliehen und konnten unter dem Schutz König Ludwigs für einige Jahre im Franziskanerkloster München wohnen und wirken.
Als Papst Leo X. infolge des Armutsstreits 1517 in seiner Bulle Ite et vos die Teilung des Franziskanerordens in Konventualen (heute „Minoriten“ genannt) und Observanten vornahm, teilte sich auch die Straßburger Provinz in eine Observantenprovinz (Provincia Argentina de Observantia) und eine Konventualenprovinz (Provincia Argentina Conventualium); die Observanten hielten 1517 in München ihr erstes Provinzkapitel und bildeten aus den 28 Klöstern, die sie aus der Ursprungsprovinz übernehmen konnten, drei Kustodien: eine rheinische, schwäbische und bayerische. Mehrere Klöster wurden durch die Reformation bald aufgelöst. Zur bayerischen Kustodie gehörten danach neun Klöster: München, Nürnberg, Bamberg, Ingolstadt, Landshut, Amberg, Kelheim, Riedfeld und Möningerberg.

### Von der Provinzgründung 1625 bis ins 18. Jahrhundert

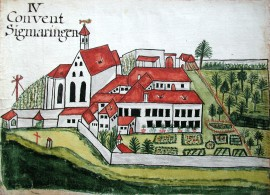
Kloster Hedingen (1750); das Kloster der Bavaria bestand hier von 1624 bis 1816.

Im März 1625 wurde gegen den Widerstand der Observanten in der Mutterprovinz aus der Kustodie der Straßburger Provinz eine selbständige Reformatenprovinz, die Bayerische Franziskanerprovinz vom heiligen Antonius (Bavaria); der Provinzpatron ergab sich aus dem Patrozinium des Klosters in München, das zum Sitz des Provinzials wurde. Papst Urban VIII. erließ am 1. März 1625 die diesbezügliche Bulle „Sacrosanctum Apostolatus Ministerium“. Am 29. März 1625 trat das erste Provinzkapitel zusammen und wählte Antonius a Galbiato zum Provinzialminister, einen italienischen Reformaten aus der Mailänder Provinz, der bereits im Auftrag des Papstes die Straßburger Provinz visitiert hatte und das Reformkonzept der Reformaten umsetzen sollte. Bei einer Visitation im Jahr 1620 hatte er mit der Reform der Bayerischen Klöster begonnen, zunächst in München und Landshut. Nur 32 Patres und 10 Laienbrüder der Bayerischen Kustodie waren bereit, die Reform anzunehmen, und unterschrieben feierlich eine Verzichtserklärung aus allen Einkünften aus Stiftungen. Neun Novizen traten aus, und die von Antonius a Galbato abgesetzten Oberen wandten sich an Herzog Maximilian – allerdings erfolglos, da dieser die Reform befürwortete. Hinzu kamen Freising, Ingolstadt und Kelheim, 1624 zwei neugegründete Reformatenklöster in Tölz und Hedingen. Mit 7 Konventen waren die Voraussetzungen gegeben, dass aus der Kustodie eine Provinz werden konnte.
Die Bavaria war die erste Reformatenprovinz im Franziskanerorden überhaupt. Zu ihr gehörten die Klöster in München, Freising, Ingolstadt, Kelheim, Landshut, Tölz, Hedingen, bis zu den 1660er-Jahren wuchs die Provinz mit Amberg und Pfreimd, Weilheim und Dingolfing, Schrobenhausen, Stadtamhof, Eggenfelden und Altötting, Reutberg, Neuburg (Donau), Kemnath, Cham, Neukirchen im Bayerischen Wald und Dietfurt auf über 20 Niederlassungen. Dabei leistete die Provinz durch ihre Klostergründungen vor allem in der Oberpfalz einen wichtigen Beitrag zur Rekatholisierung. 1695 kam Berchtesgaden hinzu, 1702 Schleißheim.
Das 18. Jahrhundert bedeutete für die Provinz eine Blütezeit. Sie wurde zunächst unterstützt von den Wittelsbacher Kurfürsten, auf deren Seite die Franziskaner beim Spanischen Erbfolgekrieg gestanden hatten, und auch von den zuständigen Bischöfen. 1762 hatte die Provinz 27 Niederlassungen; in Kurbayern umfasste sie 586 Patres, 97 Kleriker, 173 Laienbrüder und 8 Laiennovizen, wie der Provinzial in einer Aufstellung für den Staat angab. Mit den Brüdern in den sieben Klöstern außerhalb Kurbayerns dürften über 1000 Franziskaner zur Bavaria gehört haben. In manchen Jahren traten 20 bis 25 Klerikernovizen in die Provinz ein, so dass die Zahl der Studienhäuser für den Ordensnachwuchs vermehrt wurden. Die Brüder waren hauptsächlich in der Seelsorge tätig und übernahmen Predigt- und Aushilfstätigkeiten in der Pfarrseelsorge und gründeten und betreuten Bruderschaften bei ihren Klosterkirchen. Insbesondere propagierten sie die Verehrung des Kreuzwegs und weihten zwischen 1730 und 1750 über tausend Kreuzwege in Kirchen ein. Die Franziskaner wirkten als Beichtväter und Prediger in mehreren Frauenklöstern und waren Beichtväter für Bischöfe und Adelige. Die Domprediger am Freisinger Dom kamen in jener Zeit aus den Reihen der Franziskaner. Sie betreuten die Wallfahrten in Altötting, Neukirchen, Amberg und Freystadt, während die Volksmission überwiegend von Jesuiten ausgeübt wurde. Insgesamt, so errechnete der Provinzhistoriker Bernardin Lins, leisteten die Brüder zwischen 1752 und 1861 jährlich im Durchschnitt 7234 Predigten, 2123065 Beichten, 606 Katechesen und 1316 mal Sterbebeistand. Die meisten Klöster waren stark in der Armenspeisung engagiert; mit der Krankenbetreuung und Sterbebegleitung hatten die Klöster eigene Brüder, Operarii genannt, beauftragt. In den Wirren der Österreichischen Erbfolgekriege verlor die Provinz in den Jahren 1742 und 1743 134 Brüder bei der Pflege von Kranken.
Mehrere Laienbrüder der Provinz waren Baumeister, Handwerker und Architekten. So war es der Provinz möglich, zeitweise zwei oder drei Klöster gleichzeitig zu bauen. Die Brüder Hugolin Partenhauser († 1681) und Philipp Plank († 1720) leiteten den Bau von jeweils fünf bis sieben Klöstern. Andere Brüder schufen als Schreiner die Altäre der neuen Klosterkirchen.
Im Bildungsbereich beschränkte sich die Provinz auf die philosophisch-theologische Ausbildung des eigenen Ordensnachwuchses. Die Bavaria unterhielt in dieser Zeit keine Schulen und Gymnasien, im Gegensatz etwa zur Saxonia, die am Ende des 18. Jahrhunderts 12 Gymnasien besaß. Nur ganz vereinzelt traten Mitglieder der Provinz als Wissenschaftler hervor wie der Moraltheologe und Kirchenrechtler Anaklet Reiffenstuel (1641/2–1703) und der Dogmatiker Dalmatius Kick (1721–1769), der von 1753 bis 1756 auch Provinzial der Bavaria war. Die philosophischen und theologischen Kurse erfolgten in lateinischer Sprache in mehreren Konventen der Provinz, die Lektoren hatten in der Regel kein Studium an einer ordensexternen Hochschule absolviert. Lediglich die Studienhäuser in Freising und Ingolstadt hatten eine Bedeutung über die Provinz hinaus und wurden 1685 von der Ordensleitung als Studium generale anerkannt, in Freising ließ von 1691 bis 1713 auch die Diözese Freising ihre Priesteranwärter ausbilden. Die Lehre musste sich gemäß der Provinzstatuten an dem mittelalterlichen scholastischen Franziskaner Johannes Duns Scotus orientieren. Kein Mitglied der Provinz wurde selig- oder heiliggesprochen.

### Säkularisation
In der Regentschaft von Kurfürst Maximilian III. Joseph kam es zunehmend zu Eingriffen des Staates in die Belange der Kirche und auch der Franziskanerprovinz. Der Geistliche Rat des Kurfürsten untersagte am 3. Juli 1769 den Franziskanern die Seelsorge in Frauenklöstern, mit Dekreten vom 2. November und 30. Dezember 1769 wurde das Almosensammeln verboten, die Verbindungen zu Klöstern außerhalb Kurbayerns und zur Leitung des Gesamtordens wurden untersagt, Oberenämter durften nur von in Kurbayern geborenen Brüdern ausgeübt werden und die Zahl der „Ausländer“ in den Konventen wurde beschränkt. Insgesamt sollte die Zahl der Provinzmitglieder auf 400 reduziert werden.
Minister Maximilian von Montgelas setzte im Geist der Aufklärung am 25. Januar 1802 die Säkularisation hinsichtlich der Klöster um und verurteilte die Franziskanerprovinz zum Aussterben, indem die meisten Klöster aufgehoben und Neueintritte verboten wurden. „Ausländische“ Brüder wurden ausgewiesen, für die übrigen wurden, soweit sie nicht aus dem Orden austraten, Zentral- oder Aussterbeklöster in den Konventen in Ingolstadt, Dietfurt, Füssen, Altstadt, Klosterlechfeld, Marienweihe, Volkersberg und Neukirchen eingerichtet. Betroffen waren 32 bayerische Franziskanerklöster; bei den Kapuzinern waren es 23 Klöster. Der Personalbestand der kurbayerischen Franziskanerklöster sank von 558 im Jahr 1802 (401 Kleriker und Patres, 157 Laienbrüder) auf 62 im Jahr 1827 (23 Patres, davon nur sechs unter 60 Jahren, und 39 Laienbrüder). Einige Klöster wurden zwar formal aufgehoben, aber die Brüder behielten Wohnrecht und blieben bis zu einer Neubelebung in den 1820er-Jahren faktisch bestehen.

### Weiterbestehen und Aufschwung im 19. Jahrhundert

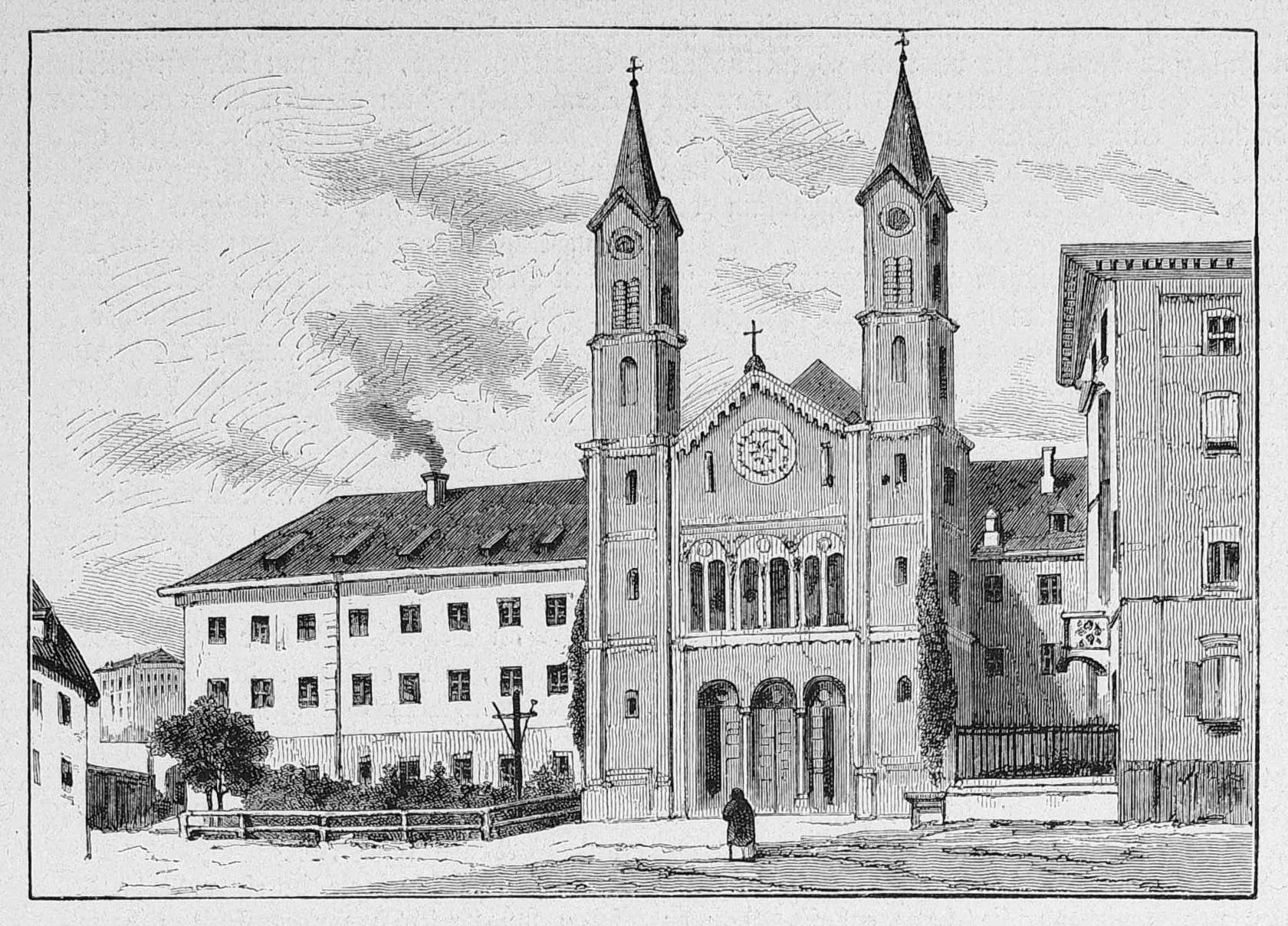
Kirche und Kloster St. Anna in München (1881)

Im Bayerischen Konkordat von 1817 zwischen dem Königreich Bayern und dem Heiligen Stuhl erklärte sich das Königreich Bayern in Artikel VIII bereit, „in Anbetracht der Vortheile, welche die religiösen Orden der Kirche und dem Staat gebracht haben, und in der Folge auch noch bringen können“ „einige Klöster der geistlichen Orden beyderlei Geschlechts entweder zum Unterrichte der Jugend in der Religion und den Wissenschaften, oder zur Aushülfe in der Seelsorge, oder zur Kranken-Pflege ... mit angemessener Dotation herstellen zu lassen“. König Maximilian I. Joseph setzte das nur zögernd um. Erst sein Sohn Ludwig I. machte sich die Wiederherstellung von Klöstern zum Anliegen.
1827 übernahmen die Franziskaner auf seine ausdrückliche Anordnung das Kloster St. Anna in München, das sie bis heute halten. Der König wollte nach der Säkularisation wieder Ordensleute in die Stadt holen und entschied sich für die Franziskaner, und zwar zunächst gegen den Rat seines „Obersten Kirchen- und Schulrats“ Eduard von Schenk, der Bedenken hatte, dass die volkstümlichen, Habit tragenden Franziskaner bei höheren Gesellschaftskreisen weniger Anklang finden könnten, und für die Ansiedlung von Oratorianern plädierte. Für den König war ausschlaggebend, dass 1330 der Franziskanertheologe Wilhelm von Ockham bei Kaiser Ludwig dem Bayern in München Asyl gefunden und den Kaiser dann gegenüber dem Papst verteidigt hatte. Am Allerheiligentag, dem 1. November 1827 eröffneten die Franziskaner feierlich ihr Kloster St. Anna, wenig später kam die Bibliothek aus dem aufgehobenen Kloster Ingolstadt nach München. Am 2. Juli 1838 wurde ihnen auch die Seelsorge in der St.-Anna-Gemeinde übertragen. Das Kloster wurde zum Hauptkloster der in der Folge aufblühenden Bavaria und Sitz des Provinzialats. Seit 1828 bestand dort auch das Studienhaus der Bavaria für die anfangs nur zweijährige theologische Ausbildung des Ordensnachwuchses, nachdem die ordensinterne wissenschaftliche Ausbildung am 19. Juni 1828 ministeriell genehmigt worden war. Die Münchener Hochschule der Franziskaner hatte 1937 94 ordentliche Hörer. Die philosophischen Studien wurden in Dietfurt und Eggenfelden, ab der Mitte des Jahrhunderts wegen der großen Zahl der Eintritte in Landshut absolviert. Das Noviziat befand sich im Kloster Bad Tölz.

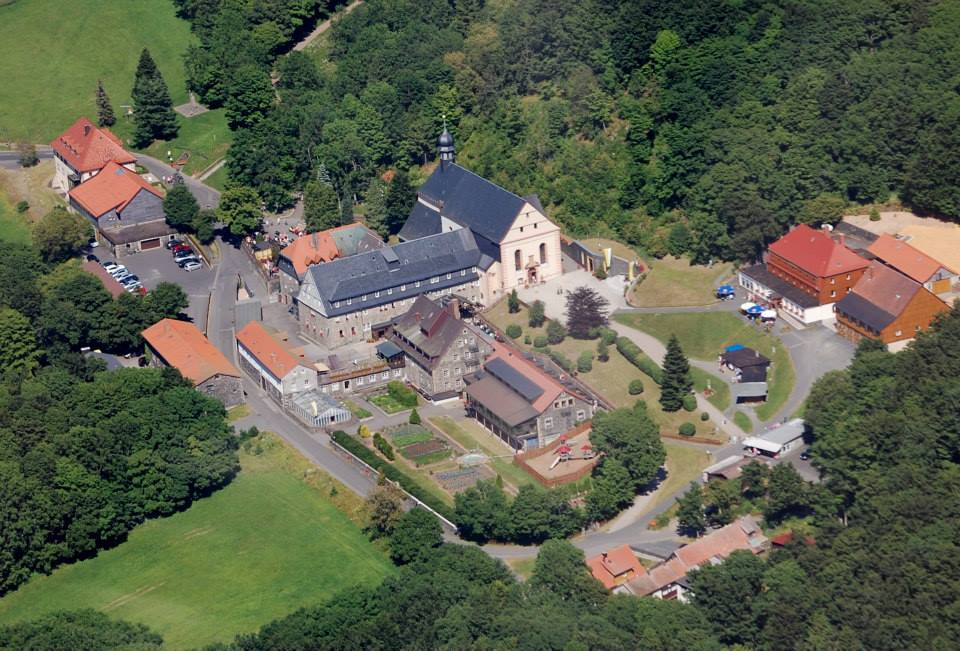
Die Klosteranlage auf dem Kreuzberg in der bayerischen Rhön

Von 1828 bis 1836 gab es eine Fränkische Franziskanerprovinz, in der auf Veranlassung von König Ludwig I. die Klöster Hammelburg, Volkersberg, Schwarzenberg und Miltenberg aus der Thüringischen Provinz und Dettelbach und Kreuzberg aus der Straßburger Provinz zusammengefasst wurden, die seit der Säkularisation weder zu ihren Provinzen noch untereinander Kontakt hatten. Vor allem weil die Ausbildung neu eintretender Brüder von der kleinen Provinz nicht bewältigt werden konnte und es deswegen an Nachwuchs fehlte, wurde die Provinz am 28. September 1836 auf einem Provinzkapitel in Ingolstadt mit der Bavaria vereinigt.
Die Provinz richtete an mehreren Orten gezielt Knabenseminare ein, in denen Ordensaspiranten auf den Besuch des Gymnasiums vorbereitet wurden und bereits in klosterähnlicher Form zusammenlebten, so etwa in Landshut (Franziskanerseminar Alcantarinum, 1869–1981), Bamberg (Franziskanerseminar Antonianum, 1897–1980) und 1926 das Collegium Seraphicum auxiliarium oder „Hilfs-Seminar Altstadt“ in Hammelburg. Wegen dieser systematischen Aufbauarbeit konnte die Bavaria zwischen 1913 und dem Zweiten Weltkrieg mehrere neue Klöster gründen. Im Oktober 1888 hatte die Provinz 344 Mitglieder, im Oktober 1937 waren es 681. Von 656 Provinzmitgliedern des Jahres 1932 waren 204 Patres, 534 Klerikerstudenten, acht Klerikernovizen, 309 Laienbrüder und acht Laiennovizen, so dass bayerische Franziskaner auch in der schwächeren Wiener Franziskanerprovinz mitarbeiten konnten.
Das Tätigkeitsfeld der Franziskaner in der Bavaria war weit gefächert. Es umfasste die Pfarrseelsorge, die Schwesternseelsorge, die Alten- und Krankenseelsorge, Gefangenen- und Militärseelsorge, Beichtseelsorge und Exerzitien. Sie betreuten etwa ein Dutzend Wallfahrtsorte, darunter Vierzehnheiligen und auf dem Kreuzberg, dem „heiligen Berg der Franken“. Die Franziskaner waren vielerorts geistliche Leiter von Bruderschaften wie der Antoniusbruderschaft, der Fünf-Wunden-Bruderschaft oder der Bruderschaft von der Unbefleckten Empfängnis, und sie betätigten sich als Volksmissionare und Religionslehrer, im 20. Jahrhundert auch in der Hochschulseelsorge an der Ludwig-Maximilians-Universität München.

### Erster und Zweiter Weltkrieg, Zeit des Nationalsozialismus
Im Ersten Weltkrieg waren Mitglieder der Provinz als Soldaten eingezogen, andere waren als Feldseelsorger, im Lazarettdienst oder als Gefangenenseelsorger tätig. Im Oktober 1918 waren 275 Franziskaner in der Feldseelsorge und im Sanitätsdienst, 11 befanden sich in Kriegsgefangenschaft und 11 waren vermisst; 27 waren schwer verwundet und 40 schwer erkrankt. Insgesamt verlor die Provinz 56 Mitglieder. 188 bayerische Franziskaner hatten Kriegsauszeichnungen erhalten, 15 traten nach dem Krieg aus dem Orden aus. Provinzial Heribert Holzapfel informierte die Klöster der Provinz während des Krieges durch Rundschreiben (Zirkularien) über die Entwicklung und das Schicksal von Provinzmitgliedern; darin ist, so die Ordenshistorikerin Christiane Schwarz, eine „Bejahung des Krieges, ja Begeisterung – ähnlich der damals herrschenden Grundstimmung“ zu spüren. In den Heimatkonventen war man bemüht, das klösterliche Leben aufrechtzuerhalten; für die Klosterküchen und andere Aufgaben mussten teilweise Mitarbeiter von außerhalb des Klosters engagiert werden. In Klosterlechfeld wurde 1914 ein französischer Kriegsgefangener aus dem Kriegsgefangenenlager auf dem Lechfeld zum Priester geweiht, und später konnten sechs gefangene französische Priester in der Kirche regelmäßig die heilige Messe feiern.
Zur Zeit des Nationalsozialismus wurde die Tätigkeit der Franziskaner in Seelsorge und Erziehung vom Regime eingeschränkt; dennoch stiegen die Teilnahmezahlen bei Wallfahrten und Prozessionen deutlich an. Ab 1936 wurde die Kollektur, das Sammeln von Almosen und Lebensmitteln, verboten. Davon waren die ärmeren Klöster und die Häuser mit Internaten besonders betroffen, jedoch wurden Spenden von den Wohltätern jetzt vermehrt direkt beim Kloster abgegeben. Die Provinzleitung stand den Nationalsozialisten vorsichtig distanziert gegenüber, jedoch beteiligten sich vor allem junge Kleriker bereitwillig an Reichsarbeitsdienst und später an der Wehrpflicht. Einzelne Provinzmitglieder erlebten gezielte Repressalien wie Predigtüberwachung, polizeiliche Durchsuchung ihrer Klosterzelle und Inhaftierung. Propagandistische Untersuchungen wegen Devisenvergehens und Sittlichkeitsdelikten (Homosexualität) brachten bei den bayerischen Franziskanern kein Ergebnis. P. Petrus Mangold wurde wegen seiner kritischen Haltung gegenüber dem Nazi-Regime im März 1941 verhaftet, er starb am 6. Juni 1941 im KZ Dachau.
Petrus Mangold war Oberer (Kommissär) der fünf böhmischen Klöster (Eger, Mährisch-Trübau, Tachau, Haindorf und Arnau), die nach der Besetzung des Sudetenlands 1938 zum Deutschen Reich gekommen waren und in einem franziskanischen Kommissariat zusammengefasst waren, das bis 1947 von der Bayerischen Provinz verwaltet wurde.
Während des Zweiten Weltkriegs wurden in zahlreichen Klöstern Räumlichkeiten beschlagnahmt, die dann oft kurzfristig geräumt werden mussten, um Lazarette, Flüchtlingslager, Unterkünfte der Kinderlandverschickung oder militärische Dienststellen einzurichten. Mehrere Klöster waren durch Kriegshandlungen oder Bomben schwer beschädigt; der Sitz des Provinzials musste vom München nach Landshut verlegt werden. Am Kriegsende zählte die Provinz 480 Mitglieder, einschließlich der 61 Mitbrüder in den Missionsgebieten. 93 Franziskaner waren ums Leben gekommen. Es kam auch zu Austritten. Andererseits nahm die Provinz auch einige Franziskaner auf, die aus dem Osten vertrieben oder geflüchtet waren.

### 1950 – 2010
Etwa ab 1950 normalisierte sich das Leben in den Klöstern, nachdem die meisten Kriegsschäden behoben waren. Die aus Krieg und Gefangenschaft zurückgekehrten Brüder mussten integriert werden, ebenfalls die aus China verbannten Franziskaner. Ein neuer Tätigkeitsbereich war die Seelsorge für Flüchtlinge und Vertriebene; die Wallfahrtsorte der Provinz sahen wiederholt große Flüchtlingswallfahrten. Jedoch setzte gegen Ende der 1950er-Jahre ein Bedeutungsverlust bei den traditionellen Ordensgemeinschaften ein. Die Mitgliederzahl der Bavaria sank erstmals unter 400, ab etwa 1960 brach der Ordensnachwuchs zahlenmäßig ein. 1966 wurde mit dem Kloster Volkersberg der erste Standort aufgegeben, bis 2000 weitere 10 Häuser.

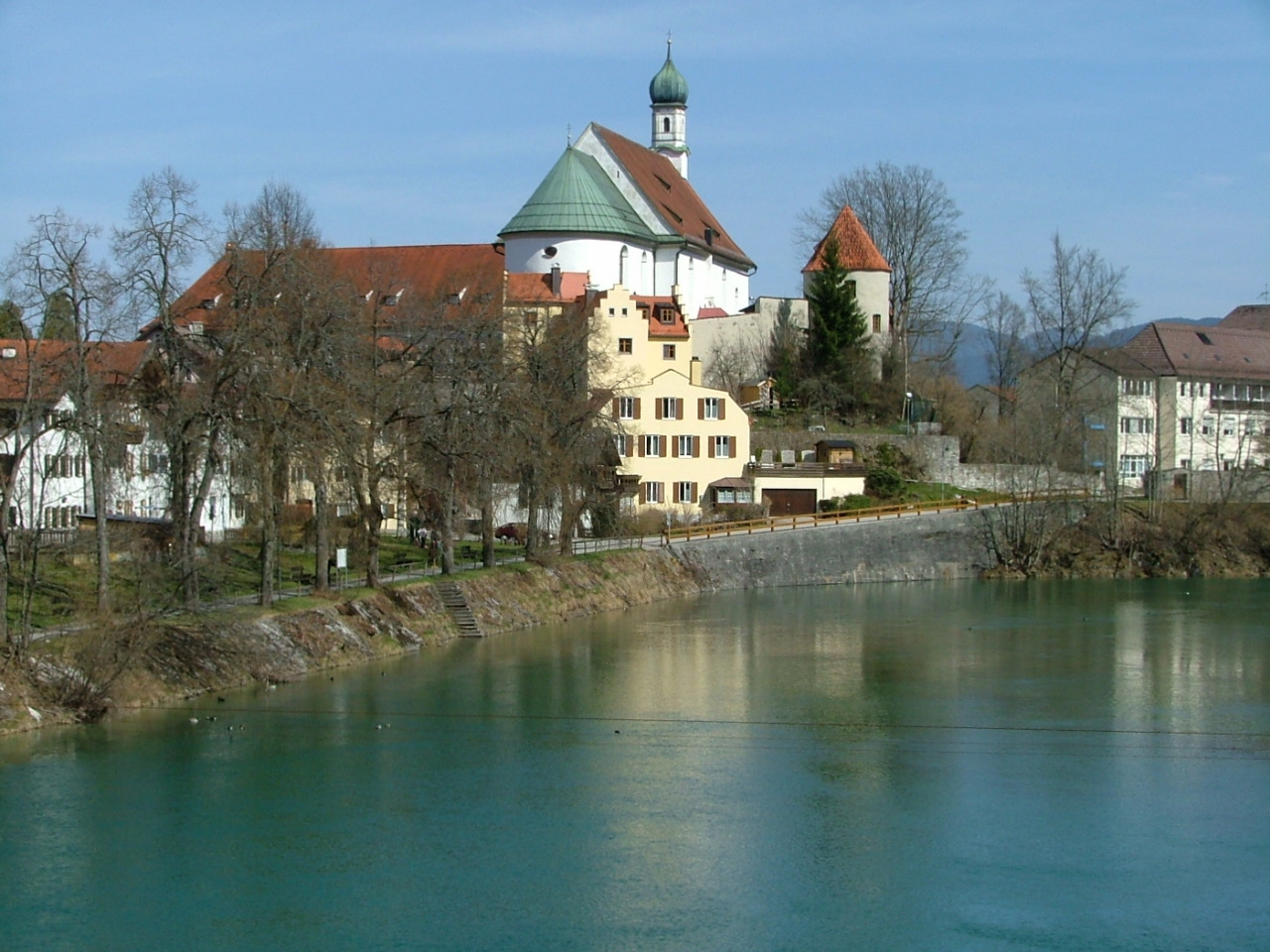
Franziskanerkirche in Füssen, links anschließend das Kloster (2011)

 Ab 1996 organisierten die Klöster eine gegenseitige Aushilfe zu Stoßzeiten, bereits 1986 hatten polnische Franziskaner aus der Provinz Kattowitz das Kloster in Berchtesgaden übernommen, andere Provinzen folgten an anderen Standorten. Zwischen 2004 und 2007 waren 71 Franziskaner aus 13 Provinzen in Bayern tätig. An manchen aufgegebenen Klöstern blieben einzelne Franziskaner zurück, um bestimmte Aufgaben, etwa als Pfarrer, weiterzuführen. Das Engagement in der Pfarrseelsorge nahm eher zu – auch wegen der Vergütung, die die Provinz von der Diözese dafür erhielt –, während Bereiche wie die Exerzitienarbeit zurückgingen. Die Tätigkeit der Volksmissionare wurden Mitte der 1970er-Jahre beendet. Auch die Arbeit in den Internaten und Seminaren war fast ganz eingestellt worden, nicht zuletzt wegen des Ausbaus des staatlichen Schulsystems auch in ländlichen Räumen; die Bedeutung für die Förderung von Klosterberufungen war stark zurückgegangen. Als Ersatz gibt es in einzelnen Klöstern das Angebot „Kloster zum Mitleben“ für interessierte junge Leute, außerdem engagierten sich Franziskaner in der Arbeit mit Homosexuellen und Obdachlosen und weiterhin in der Wallfahrtsseelsorge, aber an geeigneten Standorten auch in der Kur- und Touristenseelsorge, etwa im Kloster Füssen.
In Dietfurt wurde 1977 ein Meditationshaus als „christliches Zen-Haus“ nach dem Konzept des Jesuiten Hugo Makibi Enomiya-Lassalle eingeweiht, wo die Franziskaner dazu anleiten, auf der Grundlage des christlichen Glaubens und franziskanischer Spiritualität den Zen-Weg zu gehen. In Ingolstadt gab es von 1998 bis 2004 eine Lebensgemeinschaft von drei Frauen und vier Männern, darunter eine Ordensfrau und drei Franziskaner, ferner die zentrale Stelle für franziskanische Jugendarbeit unter dem Motto „Orientierung an Franziskus“. Die Klöster und Wirtschaftsbetriebe (Gastronomie) an den Wallfahrtsorten Kreuzberg und Engelberg werden als „Franziskaner Klosterbetriebe GmbH“ geführt.
Der Veränderungsprozess führte auch zu Spannungen in den Konventen und in der Provinz. Zu beobachten war eine Tendenz weg von einem starren, oft uniformierten Tagesablauf zu einem individuellen Lebensstil der einzelnen Brüder, die den Besitz eines eigenen Autos und eines Fernsehers in ihrer Klosterzelle beanspruchten, wie den Protokollen der Provinzkapitel in den 1970er- und 1980er-Jahren zu entnehmen ist; dies beeinträchtigte auch Formen des Gemeinschaftslebens. Statt autoritärer Leitung sollten Haus- und Konventkapitel die Mitverantwortung aller stärken. Die Standesunterschiede zwischen Priestern und Laienbrüdern in der Provinz wurde, auch angeregt durch das Zweite Vatikanische Konzil, aufgegeben; 1982 wurde erstmals ein Laienbruder zum Guardian für das Kloster Altstadt/Hammelburg gewählt, der Koch und Pförtner Pius Pfaller.
1973 lag der Altersdurchschnitt der Provinzmitglieder bei über 56 Jahren, bei Laienbrüdern sogar über 60 Jahren. Von 1985 bis 2008 hatte das Münchener Kloster eine eigene Seniorenstation, danach lebten pflegebedürftige Brüder in einem von Ordensschwestern geführten Altenheim in Vierzehnheiligen. 1995 zählte die Bavaria 138 Mitglieder, am 1. Januar 2010 waren es noch 81, davon die Hälfte älter als 70 Jahre, 56 Patres und 27 Laienbrüder; nur ein Pater war jünger als 30 Jahre, 11 älter als 80 Jahre. Zu dem Zeitpunkt hatte die Provinz Niederlassungen an 11 Standorten.

### Fusion der deutschen Franziskanerprovinzen
Seit den 1960er-Jahren entwickelte sich eine provinzübergreifende Zusammenarbeit bei der Ausbildung des Ordensnachwuchses. 1966 gab es in Telfs ein gemeinsames Noviziat der Bavaria mit der Tiroler Franziskanerprovinz, 1967/68 absolvierten die Studenten der Thuringia und der Bavaria ein gemeinsames Studienjahr in Fulda, ab dem Wintersemester 1968/69 wurde per Vertrag vom 26. April 1968 ein gemeinsames Studium der deutschen Franziskanerprovinzen, der Wiener Franziskanerprovinz und der Rheinisch-Westfälischen Kapuzinerprovinz eingeführt, das zwei Studienorte hatte: in Münster (Hörsterplatz) für die philosophischen Fächer, in München (St. Anna) für die theologischen; 1970/71 hatte München 49 Studenten. Jedoch bildeten sich konkurrierende Gruppen, der Kontakt zur eigenen Provinz wurde für die Kleriker erschwert. Bereits im Juli 1971 zogen sich die bayerischen Franziskaner aus der Zusammenarbeit zurück und studierten an der Ludwig-Maximilians-Universität in München. Aus der Münsteraner Hochschule ging die Philosophisch-Theologische Hochschule der Franziskaner und Kapuziner Münster hervor, seit 1997 in alleiniger Trägerschaft der Kapuziner als Philosophisch-Theologische Hochschule Münster. 1997 begründeten die vier deutschen Franziskanerprovinzen ein gemeinsames interprovinzielles Noviziat in St. Ludwig in Nürnberg.
Nach einem mehrjährigen Vorbereitungsprozess ab Ende der 1990er-Jahre fusionierte die Bayerische Franziskanerprovinz (Bavaria) am 1. Juli 2010 mit der Kölnischen Franziskanerprovinz (Colonia), der Sächsischen Franziskanerprovinz (Saxonia) und der Thüringischen Franziskanerprovinz (Thuringia) zur Deutschen Franziskanerprovinz von der heiligen Elisabeth. Die vier Provinzen hatten unterschiedlichen rechtlichen Status. Die Rechtsform der Bavaria als Körperschaft des öffentlichen Rechts (KdöR) erschien als der steuerlich günstigere Rechtsstatus und wurde daher auf die neue Provinz übertragen. Der Generalminister des Ordens dekretierte am 8. Juli 2008 die Zusammenlegung in der Form, dass die Colonia, die Saxonia und die Thuringia aufgelöst wurden; ihre Rechte und Pflichten wurden auf die Bavaria übertragen, die Brüder der aufgelösten Provinzen wurden der Bavaria inkorporiert. Der Name der Bavaria wurde geändert in „Deutsche Franziskanerprovinz“ mit dem Kurztitel Germania und dem Patronat der heiligen Elisabeth von Thüringen, das Provinzialat verblieb in München.

## Franziskanermission seit dem 17.Jahrhundert
Seit dem Ende des 17. Jahrhunderts meldeten sich die ersten Franziskaner der Bavaria nach Aufrufen der Ordensleitung in Rom und der vatikanischen Congregatio de Propaganda Fide („Kongregation für die Verbreitung des Glaubens“) für eine Tätigkeit in der Mission; es gab eine Ausbildung in Rom, aber weil die Einsatzländer nicht vorher bekannt waren, war ein vorbereitendes Sprachenstudium kaum möglich. Die Brüder gingen zum Teil einzeln und unter schwierigen Umständen in verschiedene Länder und Regionen. Bayerische Franziskaner waren regelmäßig im Heiligen Land, wo sie vor allem christliche Pilger betreuten, außerdem im Raum Konstantinopel, zeitweise in Albanien, Mazedonien, der Walachei, in Siebenbürgen, Kambodscha, Cochinchina, Nordamerika und Russland. In Ägypten und Abessinien waren Franziskaner nur geduldet, wenn sie als Ärzte arbeiteten.
1764 waren drei Mitglieder der Provinz nach China gereist, die jedoch wegen der Strapazen erkrankten und bereits Anfang der 1770er-Jahre starben. In den 1920er-Jahren begann die Provinz die Missionstätigkeit in der Provinz Shaanxi (Shensi), namentlich in der Apostolische Präfektur Shohchow, die 1946 zum Bistum Shuozhou erhoben wurde. Pater Hermenegild Wäldele starb 1927 als Märtyrer. Apostolischer Präfekt war P. Edgar Häring, Mitglied der Bavaria, der 1946 Bischof der Diözese wurde. Bis 1939 gingen 31 Patres und vier Laienbrüder nach China, die Zahl der christlichen Gemeinden erhöhte sich von 1927 bis 1937 von 87 auf 132. 1928 wurde ein Priesterseminar zur Ausbildung eines einheimischen Klerus gegründet, 1932 entstand eine Brauerei der bayerischen Franziskaner. Die Missionsarbeit der Franziskaner in China wurde unterstützt von den „Solanus-Schwestern“, die aus den „Franziskusschwestern“ hervorgingen, einer 1890 in Landshut gegründeten Kongregation des regulierten Dritten Ordens des heiligen Franziskus. Insgesamt 15 Schwestern gründeten Waisenhäuser und erteilten Religionsunterricht. Unter kommunistischem Einfluss wurde die Missionsarbeit im Lauf der 1930er-Jahre schwieriger. Die deutschen Franziskaner und die Schwestern wurden noch vor der Gründung der Volksrepublik China ausgewiesen.
Das Engagement der Bavaria in Südafrika begann 1932, als Bischof Michael Alberto Fleischer, Bischof von Mariannhill und Bruder eines Mitglieds der Bavaria, um Unterstützung bat. Vier Patres und zwei Brüder gingen nach Südafrika und übernahmen nach einigen Monaten zwei Missionsstationen. 1935 wurde Sigebald Kurz (Ordensname: Blasius) Bischof des neu gegründeten Bistums Kokstad, dessen Leitung 1949 an irische Franziskaner überging. Die Missionare der Bavaria waren anschließend in verschiedenen Regionen tätig, unter anderem im Zululand. Wegen Personalmangels konnte die Bavaria jedoch niemanden mehr nach Südafrika schicken, und die letzten Provinzmitglieder dort starben 1972, 1988 und 1997.
In Bolivien übernahmen die bayerischen Franziskaner 1952 das Apostolische Vikariat Ñuflo de Chávez von den Franziskanern aus der Tiroler Franziskanerprovinz, die bereits seit etwa 1920 in Ostbolivien tätig waren und dabei von einigen Mitglieder der bayerischen Provinz unterstützt wurden; sie hatten um Entlastung und Teilung ihres Arbeitsfeldes gebeten. im Herbst 1953 zählte das Vikariat 18 Priester und fünf Laienbrüder, die 10 Pfarreien betreuten. Zum Bischof ernannt wurde im November 1953 P. Kilian Pflaum. In seiner Amtszeit als Bischof wurden zwei weitere Pfarreien gegründet und die Gewinnung und Schulung von Katecheten intensiviert. Sein Nachfolger wurde nach seinem Tod 1973 P. Eduard Bösl. Zu dem Zeitpunkt waren noch zwölf Priester und sechs Brüder der Bavaria in Bolivien tätig, die ab den 1970er-Jahren von polnischen Franziskanern unterstützt wurden. P. Walter Neuwirth wirkte als Pfarrer und Kirchenmusiker in Urubichá, wo er 1989 ein „Dschungel-Orchester“ initiierte. 1984 entstand eine einheimische Ordensprovinz, die die Bavaria in der Verantwortung ablöste. 2010 waren noch sechs Mitglieder der Bavaria in Bolivien tätig. Die Arbeit in Bolivien wird seit den 1920er-Jahren unterstützt durch Spenden, die vom Franziskaner-Missions-Verein in Bayern gesammelt werden. Die geförderten Projekte drehten sich anfangs fast ausschließlich um die Christianisierung; seit etwa 1950 werden die „Option für die Armen“, „Nachhaltigkeit“ und „Hilfe zur Selbsthilfe“ gefördert.
Zwischen 1984 und 2014 waren zwei Franziskaner der Bavaria im Rahmen von Initiativen des Gesamtordens tätig: P. Claus Scheifele begann mit Brüdern aus anderen Ländern in Uganda und im kenianischen Nairobi Einrichtungen zur Förderungs das Ordensnachwuchses aufzubauen, und P. Leopold Scheifele war als Seelsorger in Litauen tätig und baute unter anderem eine Armenapotheke auf.

## Niederlassungen

### Bestehende Klöster der ehemaligen Bayerischen Provinz

#### Deutsche Provinz
- Bischofsheim/Rhön, Kloster Kreuzberg (seit 1684)
- Dietfurt (1660–1802, seit 1827)
- Füssen (seit 1628/1836)
- Garmisch-Partenkirchen (seit 1934)
- München, St. Anna im Lehel (seit 1827; bis 2010 Provinzialat der Bavaria, danach der Deutschen Provinz)
- Vierzehnheiligen, Bad Staffelstein (seit 1839)

#### Andere Provinzen
- Amberg (1452–1802 mit Unterbrechung; Filialkloster auf dem Mariahilfberg 1696–1802; seit 1832; ab 2007 Franziskanerprovinz Mutter Gottes von den Engeln mit Sitz in Krakau)
- Kloster Gößweinstein (seit 1825, ab 2006 polnische Franziskanerprovinz von der hl. Hedwig mit Sitz in Breslau)
- Kloster Freystadt (seit 1452/1835, ab 1999 Oberschlesische Franziskanerprovinz mit Sitz in Katowice)
- München, St. Gabriel (seit 1925, ab 1986 kroatische Franziskanerprovinz des Heilandes mit Sitz in Split)
- Neukirchen (1656–1802, seit 1855, ab 2010 Franziskanerprovinz Mutter Gottes von den Engeln mit Sitz in Krakau)

### Ehemalige Klöster der Bayerischen Kustodie und der Bayerischen Provinz
| - Altötting (1654–1802, seitdem Kapuziner) - Augsburg (1221–1526, 1614–1807) - Bamberg, St. Anna (1223–1625) - Bamberg, St. Jakob (1852–1981) - Bamberg, St. Heinrich (1927–1999) - Berching (1722–1806 Kapuziner, 1806–1969 Franziskaner, zunächst Zentralkloster) - Berchtesgaden (1695–1985) - Bischofsheim (1644–65, 1676–1692) - Franziskanerkloster Cham (1631–1802) - Coburg (1250–1525) - Dettelbach (1616–2017) - Dingolfing (1642–1802, 1853–1972, später Klarissen und polnische Minoriten) - Eggenfelden (1648–1802, 1832–2013) - Ellingen (1736–1773) - Engelberg (1828–2024, später Oblaten des heiligen Joseph) - Freising (1610–1803) - Hammelburg (1837–2014) - Kloster Hedingen bei Sigmaringen (1624–1816) - Ingolstadt (1275–1802, 1945–2005, ab 2006 Kapuziner) | - Ingolstadt, Ob der Schutter (1827–1950) - Kaisheim (1133–1802 Zisterzienserabtei, dann bis 1816 Zentralkloster für Franziskaner) - Landshut (1280–1802 St. Peter und Paul; 1835–2002 Maria Loreto) - München (1221–1284 St. Jakob am Anger, dann Verlegung in die Nähe der herzoglichen Residenz bis 1802) - Neuburg (1656–1770, 1778–1803) - Nördlingen (1243–1536) - Nürnberg (1224–1529) - Passau (1564–1625) - Pfreimd (1596–1802, 1831–1995) - Regensburg (1221–1799) - Rothenburg ob der Tauber (1281–1548) - Schillingsfürst (1673–1822) - Schrobenhausen (1644–1802) - Straubing (1702–1802) - Tölz (1330?–, 1624–2008) - Volkersberg (1657–1966, seit 1836 Bayerische Provinz) |

## Bekannte Provinzialminister
| - Antonius a Galbiato (1625–1635) - Augustinus a Mondolpho (1635–1638) - Johannes Ketterle (1638–1641, 1647–1650) - Ludwig Gerlsboeck (1641–1644, 1656–1659) - Ambrosius Eder (1644–1647) - Ambrosius Kirchmayr (1650–1653, 1659–1662) - Modestus Reichhardt (1653–1656, 1662–1665) - Bonifatius Sutor (1665–1668, 1674–1677) - Balthasar Weinhardt (1668–1671, 1686–1689) - Athanasius Faber (1671–1674) - Fortunatus Hueber (1677–1680) - Barnabas Kirchhuber (1680–1683, 1695–1698) - Paulus Agricola (1683–1686) - Benno Mayr (1689–1692, 1698–1701) - Anselm Furtmayr (1692–1695) - Honoratus Schmid (1701–1704) - David Winter (1704–1703) ... - Dalmatius Kick (1753–1756) ... - Taurinus Rauchmann (1771–1774) - Edmund Schmaus (1774–1777, vorher 1769–1771 Provinzvikar) | - Synesius Geiger (1777–1780) - Sigismund Zächerl (1780–1783, 1789–1792) - Expedit Walter (1783–1786, 1792–1795, 1801–1809) - Ludger Faustner (1786–1789, 1795–1798) - Gabriel Dietrich (1798–1801, 1809–1812 Provinzvikar) - Dominikus Seitz (Provinzvikar, 1812–1817) - Johannes Nepomuk Glöttner (1829–1835, vorher 1817–1829 Provinzvikar) ... - Maximilian Kaiser (1834– ) - Franz Xaver Lohbauer (1852–1858, 1867–1873, 1882–1885) - Petrus Alcantara Hötzl (1891–1895, 1895–1902 Bischof von Augsburg) - Heribert Holzapfel (1912–1918) ... - Franz Sales Aschenauer (1946–1952) - Tharsicius Sibold (1952–1961) - Wilhelm Forster (1961–1967) - Moritz Steinheimer (1967–1976) - Arno Mühlrath (1976–1985) - Heinrich Fürst (1985–1995) - Benedikt Grimm (1995–2004) - Maximilian Wagner (2004–2010) |

## Bekannte Mitglieder der Provinz
- Anaklet Reiffenstuel
- Eulogius Schneider
- Blasius Kurz (1894–1973, Missionsbischof in Südafrika)
- Petrus Mangold, † 18. Juli 1942 im KZ Dachau
- Norbert Leopold Deml, † 17. September 1942 im Arbeitslager Pretzsch
- Luchesius Spätling
- Kilian Pflaum (1913–1971, Missionsbischof in Bolivien)
- Engelbert Grau (1915–1998, Kirchenhistoriker)
- Eduard Bösl (1925–2000, Missionsbischof in Bolivien)
- Antonellus Elsässer
- Walter Neuwirth (1935–2020, Missionar und Kirchenmusiker in Bolivien)